# Canton d'Esternay
Le canton d'Esternay est un ancien canton français situé dans le département de la Marne et la région Champagne-Ardenne.

## Géographie
Ce canton était organisé autour d'Esternay dans l'arrondissement d'Épernay. 

## Histoire
- De 1833 à 1840, les cantons d'Esternay et de Sézanne avaient le même conseiller général. Le nombre de conseillers généraux était limité à 30 par département[1].
- De 1840 à 1848, les cantons d'Esternay et d'Anglure avaient le même conseiller général[2].

## Représentation

### Conseillers généraux de 1833 à 2015
| Période | Période      | Identité                                                            | Étiquette    | Qualité |
| ------- | ------------ | ------------------------------------------------------------------- | ------------ | --- |
| 1833    | 1840         | Nicolas Antoine Frérot                                              |              | Propriétaire et notaire à Sézanne |
| 1841    | 1842         | Paul Emmanuel Tissandier (1805-1870)                                |              | Propriétaire, maire d'Anglure |
| 1842    | 1844 (décès) | Louis Alexandre de Valon du Boucheron Comte d'Ambrugeac (1771-1844) |              | Lieutenant-général, Pair de France Propriétaire à Neuvy Député de la Corrèze                                                                     |
| 1844    | 1848         | Paul Emmanuel Tissandier                                            |              | Propriétaire, maire d'Anglure |
| 1848    | 1862 (décès) | Charles Henry Vanin (1797-1862)                                     |              | Conseiller à la Cour Impériale de Paris, propriétaire à Bethon                                                                                   |
| 1862    | 1883         | Prudent Fernand Vicomte de Villiers de la Noue                      | Droite       | Maire de La Noue |
| 1883    | 1898 (décès) | Alfred Poirrier                                                     | Républicain  | Maire d'Esternay - Sénateur (1894-1898) |
| 1898    | 1913         | Casimir Roger                                                       | Rad.         | Propriétaire et maire-adjoint d'Esternay |
| 1913    | 1926 (décès) | Eugène Leroux                                                       | Rad.         | Directeur des affaires criminelles et des grâces puis Directeur de l'administration pénitentiaire au Ministère de la Justice à Paris (1922-1926) |
| 1926    | 1940         | Louis Germé                                                         | Rad.         | Maire de Courgivaux Nommé conseiller départemental en 1943                                                                                       |
|         |              |                                                                     |              | |
| 1945    | 1951         | Georges Morain                                                      | SFIO         | Radio-électricien Maire d'Esternay |
| 1951    | 1970         | Charles Clément                                                     | MRP puis DVD | Maire d' Esternay |
| 1970    | 1997 (décès) | Henri Saignes                                                       | RI puis UDF  | Notaire, Maire d'Esternay |
| 1997    | 2001         | Patrice Valentin                                                    | RPR          | Maire d'Esternay |
| 2001    | 2015         | Patrice Valentin                                                    | UMP          | Conseiller auprès de sociétés Maire d'Esternay Vice-Président du Conseil Général                                                                 |

### Conseillers d'arrondissement (de 1833 à 1940)
| Période                                  | Période      | Identité                                                           | Étiquette        | Qualité |
| ---------------------------------------- | ------------ | ------------------------------------------------------------------ | ---------------- | --- |
| 1833                                     | 1848 (décès) | Louis François Poirrier (1798-1848)                                |                  | Notaire royal à Esternay                                                                                    |
| 1848                                     | 1852         | Pierre Dacheu                                                      |                  | Ancien notaire à Courgivaux                                                                                 |
| 1852                                     |              | Comte Louis Antoine Charles Marie de Valon d'Ambrugeac (1816-1898) |                  | Propriétaire du château de Nogentel, maire de Neuvy                                                         |
|                                          |              |                                                                    |                  | |
| 1889                                     | 1904         | Jules-Auguste Henry                                                | Républicain Rad. | Médecin, maire d'Esternay                                                                                   |
| 1904                                     | 1919         | Étienne Peignot                                                    | Rad.             | Ancien député (1899-1902), avocat puis magistrat, propriétaire à Hermonville                                |
| 1919                                     | 1922 (décès) | Maurice Dunand                                                     | Rad.             | Médecin à Esternay                                                                                          |
| 1922                                     | 1928         | M. Lesourd                                                         |                  | |
| 1928                                     | 1934         | M. Collin                                                          | ARD              | |
| 1934                                     | 1940         | Georges-Paulin Lestradet                                           | ARD              | Vétérinaire à Esternay                                                                                      |
| 1940                                     |              |                                                                    |                  | Les conseils d'arrondissement ont été suspendus par la loi du 12 octobre 1940 et n'ont jamais été réactivés |
| Les données manquantes sont à compléter. |              |                                                                    |                  | |

## Composition
Le canton d'Esternay regroupait 21 communes et comptait 4 754 habitants (recensement de 1999 sans doubles comptes).
| Communes                | Population (2012) | Code postal | Code Insee |
| ----------------------- | ----------------- | ----------- | ---------- |
| Bethon                  | 274               | 51260       | 51056      |
| Bouchy-Saint-Genest     | 162               | 51310       | 51071      |
| Champguyon              | 212               | 51310       | 51116      |
| Chantemerle             | 36                | 51260       | 51124      |
| Châtillon-sur-Morin     | 163               | 51310       | 51137      |
| Courgivaux              | 256               | 51310       | 51185      |
| Escardes                | 73                | 51310       | 51233      |
| Les Essarts-lès-Sézanne | 234               | 51120       | 51235      |
| Les Essarts-le-Vicomte  | 118               | 51310       | 51236      |
| Esternay                | 1 603             | 51310       | 51237      |
| La Forestière           | 205               | 51120       | 51258      |
| Joiselle                | 88                | 51310       | 51306      |
| Le Meix-Saint-Epoing    | 222               | 51120       | 51360      |
| Montgenost              | 116               | 51260       | 51376      |
| Nesle-la-Reposte        | 111               | 51120       | 51395      |
| Neuvy                   | 158               | 51310       | 51402      |
| La Noue                 | 217               | 51310       | 51407      |
| Potangis                | 90                | 51260       | 51443      |
| Réveillon               | 106               | 51310       | 51459      |
| Saint-Bon               | 64                | 51310       | 51473      |
| Villeneuve-la-Lionne    | 246               | 51310       | 51625      |

## Démographie
| 1962  | 1968  | 1975  | 1982  | 1990  | 1999  | 2006  | 2009 |
| ----- | ----- | ----- | ----- | ----- | ----- | ----- | ---- |
| 4 437 | 5 005 | 4 521 | 4 343 | 4 531 | 4 754 | 5 200 | -    |